# 페르디난트 폰 리히트호펜

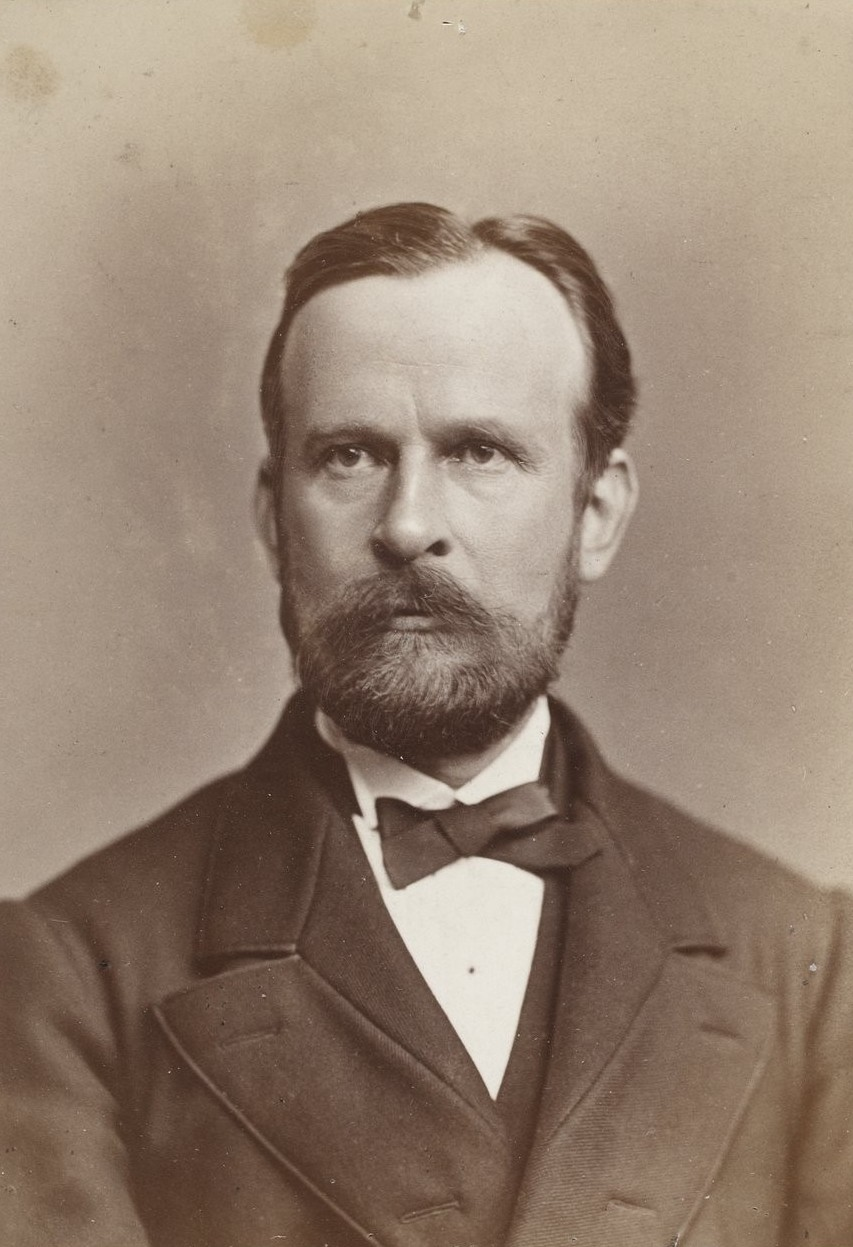
페르디난트 폰 리히트호펜

페르디난트 폰 리히트호펜(1833년 5월 5일~1905년 10월 6일)은 독일의 여행가, 지리학자, 과학자였다. 프러시아령 실레지아 칼스루헤에서 태어났고 수차례 중국을 탐사하고 중국 내륙 지역에 대해 연구를 했으며 비단길이라는 용어를 고안했다.